# شوجي هارا
شوجي هارا (باليابانية: 原 秀治) (29 سبتمبر 1981 في فوكوكا في اليابان – )؛ هو لاعب كرة قدم سابق كان يلعب كمدافع.